# Ernst von Haselberg
Ernst von Haselberg (* 30. Oktober 1827 in Stralsund; † 1. September 1905 ebenda) war ein deutscher Architekt und Baubeamter. Von 1857 bis 1899 war er als Stadtbaumeister in der kommunalen Bauverwaltung Stralsunds tätig. Zusammen mit Hugo Lemcke schrieb er eines der zwei Standardwerke über die Baudenkmäler der Regierungsbezirke Stettin und Stralsund.

## Leben
Der älteste Sohn des späteren, gleichnamigen Stralsunder Regierungs- und Medizinalrates Ernst von Haselberg studierte nach dem Besuch des Stralsunder Gymnasiums an der Berliner Bauakademie das „höhere Baufach“. Am 28. April 1856 wurde er nach bestandenem 2. Staatsexamen zum Regierungsbaumeister (Assessor) ernannt. Am 19. Dezember 1857 übernahm er das Amt des Stadtbaumeisters in seiner Heimatstadt. Dabei standen ihm zunächst nur ein Techniker und ein Schreiber zur Verfügung.
Sein Wirken in seiner Vaterstadt war vielfältig. Hier schuf er in der Straße Bielkenhagen 1869 das Amtsgerichtsgebäude und 1879 das Logenhaus der Sundia zur Wahrheit, Schulgebäude wie die Tribseer Straße 12 und in der Bleistraße, Stiftungshäuser für die Brunst-Stiftung sowie einen Teil der Neubauten am Kloster St. Annen und Brigitten in der Schillstraße. Auf seine Initiative hin wurde 1894 im Vorort Lüssow ein Wasserwerk für die Versorgung Stralsunds errichtet. Von 1862 bis 1866 wurde unter Haselbergs Ägide am Frankenwall ein Krankenhaus errichtet, das zu seiner Zeit eines der modernsten deutschen Krankenhäuser war. Am Stralsunder Rathaus zeichnete von Haselberg für die Sanierung der Schaufassade verantwortlich sowie für die Neugestaltung des dortigen Löwenschen Saales in den Jahren 1881 bis 1883.
Ernst von Haselberg ließ den Hafen erweitern und die Nordmole errichten, er sorgte für die Pflasterung der Straßen und das Auslegen der Gehwege mit Granitplatten.
In der Umgebung Stralsunds war von Haselberg u. a. bei der Sanierung der Marienkirche in Bergen (1896–1902), der St.-Bartholomäus-Kirche in Damgarten (1884–1887), der Dorfkirche Pantlitz (1876) und der Dorfkirche Ahrenshagen verantwortlich.
Er schied am 1. Juli 1899 auf eigenen Wunsch aus seinem Amt aus.
Die Gesellschaft für pommersche Geschichte, Altertumskunde und Kunst beauftragte ihn 1875, ein Verzeichnis der Baudenkmäler des westlichen Teils der Provinz Pommern anzulegen. Das Werk Baudenkmäler des Regierungsbezirks Stralsund umfasste letztlich fünf Bände.
Er beschäftigte sich um 1887 mit dem Magischen Sechseck.
Am 1. September 1905 starb er in seiner Heimatstadt. Er wurde auf dem Frankenfriedhof beerdigt. Die „Stralsundische Zeitung“ berichtete am 6. September 1905: „Unter großer Beteiligung aus allen Kreisen der Einwohnerschaft wurde gestern Nachmittag 3 Uhr die irdische Hülle des [...] Herrn Stadtbaumeisters a.D. von Haselberg zur letzten Ruhe bestattet. [...] Dem ganz von Kränzen und Blumenspenden bedeckten Sarge auf dem vierspännigen Leichenwagen folgte eine große Zahl Leidtragender, darunter der Rat in corpore, das Bürgerschaftliche Kollegium und Vertreter der Königlichen Regierung [...].“
Ernst von Haselberg gehörte als Freimaurer der Stralsunder Loge „Sundia zur Wahrheit“ an.
Den Nachlass Ernst von Haselbergs verwahrt das Stadtarchiv Stralsund.

## Werk

### Bauten
- 1860: Volksschule Tribseer Straße 12 in Stralsund

### Schriften
- Baudenkmäler des Regierungsbezirkes Stralsund. (mehrbändige Publikationsreihe, 1881–1902) archive.org
  - Band 1: Kreis Franzburg (1881)
  - Band 2: Kreis Greifswald (1885)
  - Band 3: Kreis Grimmen (1888)
  - Band 4: Kreis Rügen (1897)
  - Band 5: Stadtkreis Stralsund (1902)